# Viktor Car Emin
Viktor Car Emin (Kraj, 1. studenoga 1870. – Opatija, 17. travnja 1963.), hrvatski književnik i publicist, preporoditelj istarskih Hrvata.
Od zaborava je sačuvao znamenitu misao starih kapetana i mornara: Krepat ma ne molat! (I crknuti ali ne odustati, priča "Kapitan Ciklon", objavljena u kalendaru "Naš mornar", 1936, ponovljeno u zbirci "Oj, more duboko", str. 107–113., Izd. poduzeće "Pomorstvo", Rijeka, 1952.). 

## Životopis
U mladosti je radio u školama po Istri i u Opatiji. Zbog svoje protutalijanske aktivnosti morao se 1929. godine skloniti u Sušak. Nakon Drugog svjetskog rata vratio se u Opatiju gdje je ostao do kraja života. Viktor Car Emin je politički angažman u suprotstavljanju talijanskim iredentistima i fašistima prenio i u svoje romane, pripovijetke i drame u kojima je prije svega bio zaokupljen svjedočenjem o hrvatskom identitetu Istre. Stoga su osnovne teme njegovih literarnih djela borba hrvatskog puka u Istri, Rijeci i Hrvatskom primorju za očuvanje nacionalne svijesti, te prikaz socijalnih prilika u toj regiji. Bio je tajnik i organizator "Družbe sv. Ćirila i Metoda za Istru".
Gradska knjižnica i čitaonica u Opatiji nosi njegovo ime. Također je po njemu nazvana Osnovna škola Viktora Cara Emina u Lovranu i OŠ "Viktor Car Emin" u Donjim Andrijevcima te Kazališna grupa Viktora Cara Emina iz Rijeke (prvo imenovano Amatersko kazalište "Viktor Car Emin", Rijeka), osnovana 1949. godine. 
Pripadao je najznamenitijim Istranima svog vremena koji su čuvali i štitili hrvatski nacionalni duh za burnih vremena talijanizacije Istre. Viktor Car Emin ne samo da je bio član nego je bio povjerenikom Matice hrvatske za Istru.

## Značajnija djela
- Romani i pripovijetke: Na uzburkanom moru (1894.); Pusto ognjište (1900.); Usahlo vrelo (1904.); Iza plime (1913.); Starci (1917.); Pod sumnjom (1918.); Nove borbe (1926.); Između dva ognjišta (1930.); Presječeni puti (1938.); Vitez mora (1939.); Neznatni ljudi (1946.);
- Kronika: Danuncijada (1946.);
- Drame: Zimsko sunce (1903.); Mrtva straža (izvedena 1923.); Vicencica (1934.).
- Novele: Mali Učkarić